# Laureys a Castro
Laureys a Castro ou Lorenzo a Castro est un peintre flamand. Il est surtout connu pour ses marines peintes dans le dernier quart du XVIIe siècle, où il fait partie des meilleurs peintres du genre en Angleterre,.

## Biographie
Peu de détails sont connus sur sa vie et sa formation. Il serait le fils du Flamand Sebastian Castro (es), peintre de marines, et de sa seconde épouse Anna Wuijlens. On a supposé que sa famille était d'origine portugaise (ou peut-être espagnole) et s'était installée à Anvers probablement à la suite de persécutions envers les Juifs pendant l'inquisition portugaise au début des années 1600. Si la spéculation sur les racines juives de la famille est correcte, la famille a dû se convertir au catholicisme car Laureys a été baptisé dans la paroisse Saint George d'Anvers le 20 mars 1644.

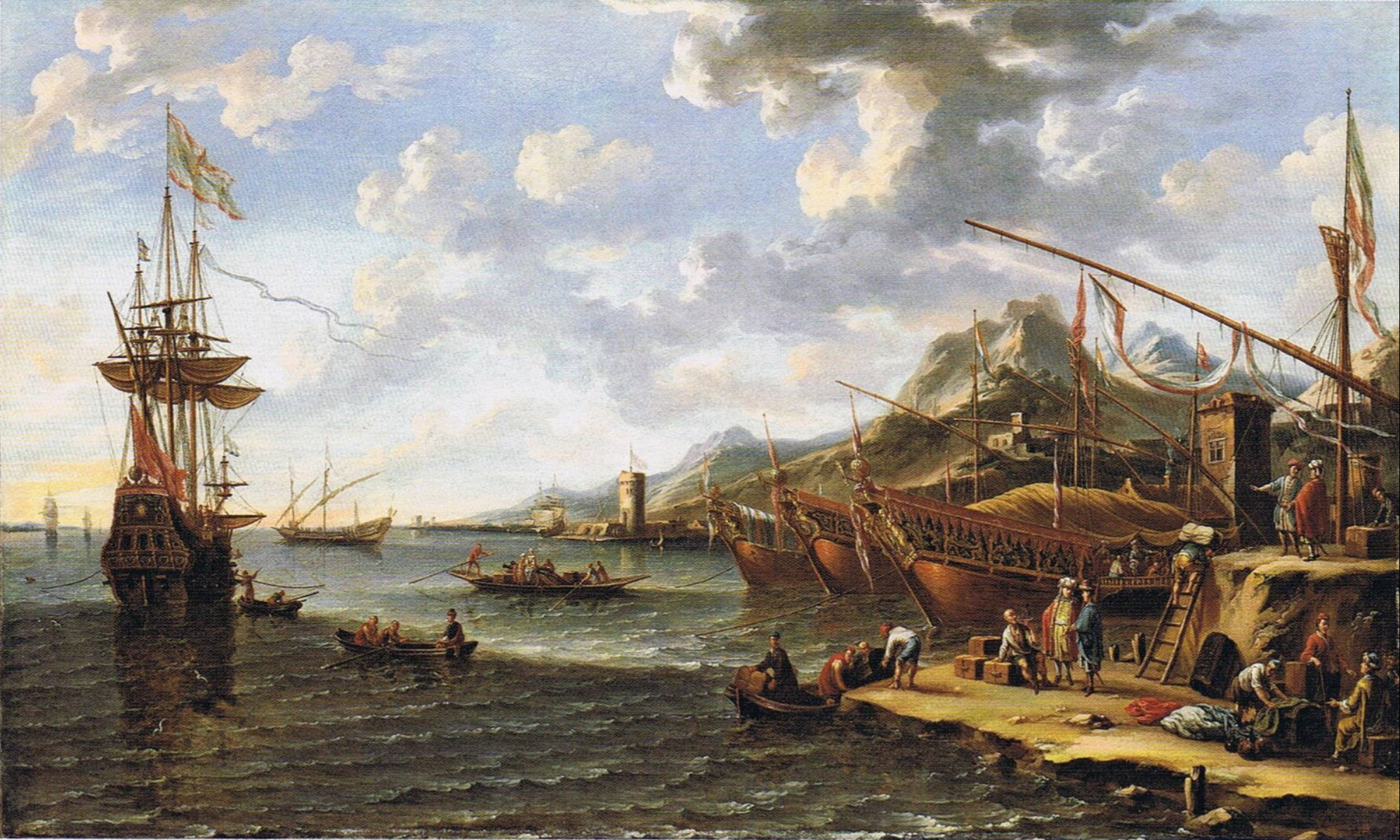
Un port méditerranéen avec des Turcs et des Orientaux apportant des marchandises à terre, trois galères et un homme de guerre à l'ancre, entre 1672 et 1686, coll. priv.).

Les spécialistes font l'hypothèse que Castro a été formé par son père. Il est inscrit comme wijnmeester, c'est-à-dire fils d'un maître, auprès de la guilde de Saint-Luc d'Anvers en 1664-1665. En se fiant aux sujets de ses peintures, il est probable que Castro ait voyagé et observé plusieurs ports de la mer Méditerranée.

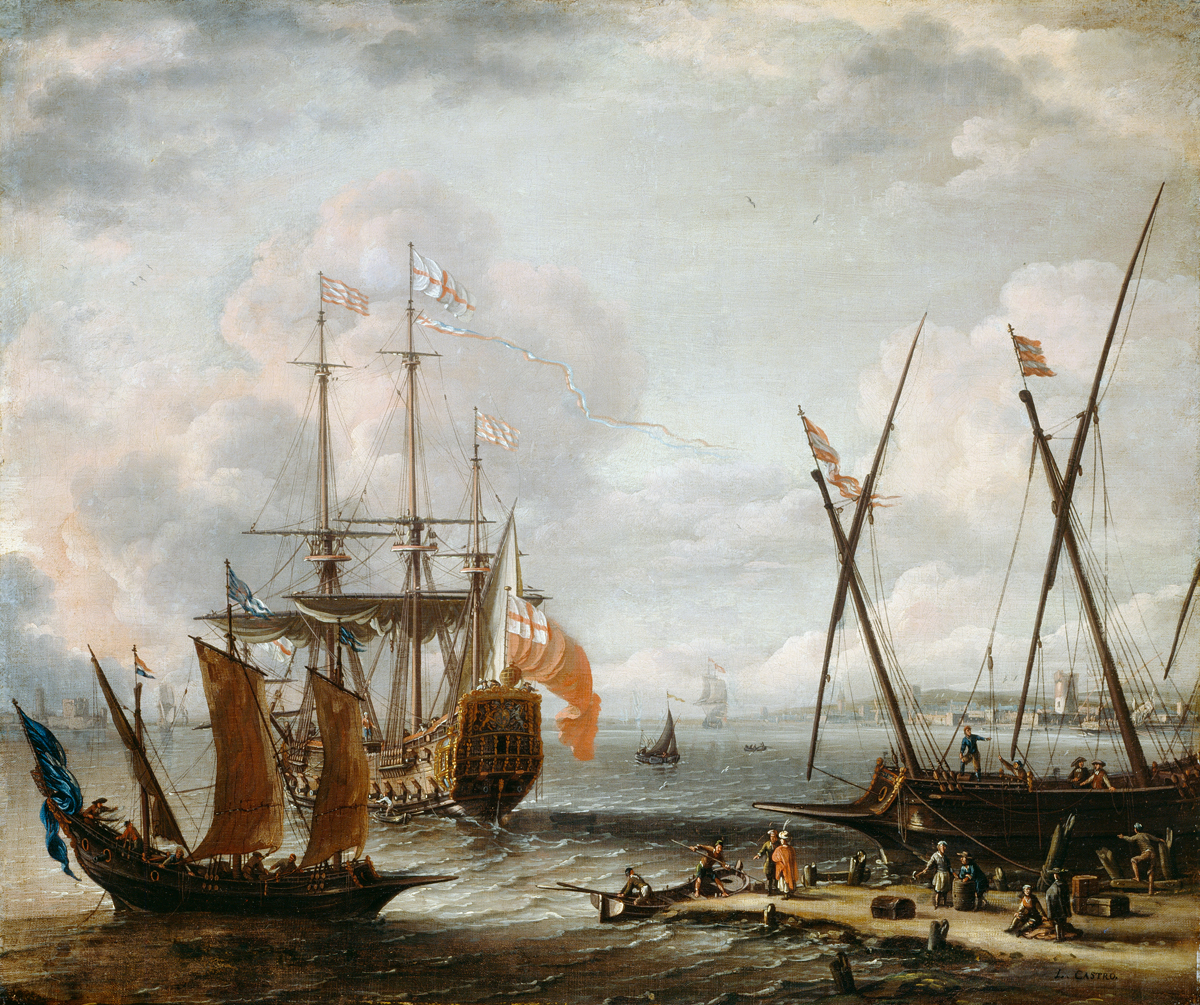
Le calme, avant 1686, Dulwich Picture Gallery.

Vers 1670-1672, il s'établit en Angleterre où il exécute des marines et des portraits à la commande. Un certain nombre de commandes lui sont passées vers 1670, notamment six tableaux pour l'acteur-manager William Cartwright. Ces tableaux font partie de la collection de Cartwright, qu'il lègue au Dulwich College à sa mort en 1686. Ces œuvres ont formé le noyau de la Dulwich Picture Gallery, la première galerie-musée d'art publique d'Angleterre.
Les date et lieu de sa mort sont inconnus. Aucune peinture ne lui est attribuée après la fin du XVIIe siècle. Un enregistrement de 1695 portant le nom de « Lawrence Castro » demeurant sur Whitecross Street à Londres, ainsi que diverses œuvres signées par un artiste du même nom dans des collections anglaises laissent penser que Castro travaille encore en Angleterre à cette époque.

## Œuvres

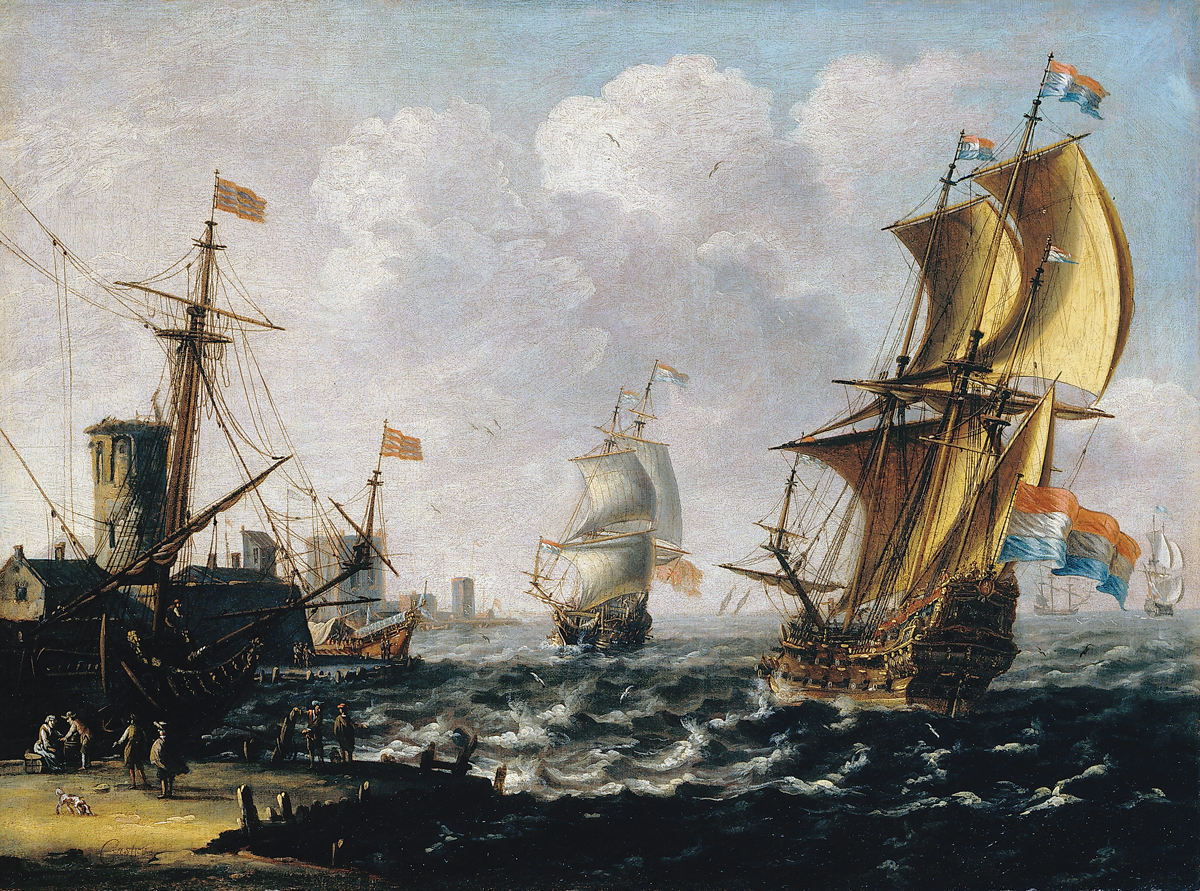
Levantins hollandais sur des mers agitées (avant 1686, Dulwich Picture Gallery, Dulwich).

Lorenzo Castro est actif soit de 1664 à 1700, soit de 1672 à 1686. Cette deuxième période est calculée en utilisant seulement les dates de ses œuvres attribuées,. Même si Castro est principalement connu pour ses marines, il a aussi peint des portraits et des scènes religieuses,. Plusieurs de ses toiles font partie de collections privées et publiques d'Angleterre, dont celles de la Dulwich Picture Gallery et celles du National Maritime Museum.

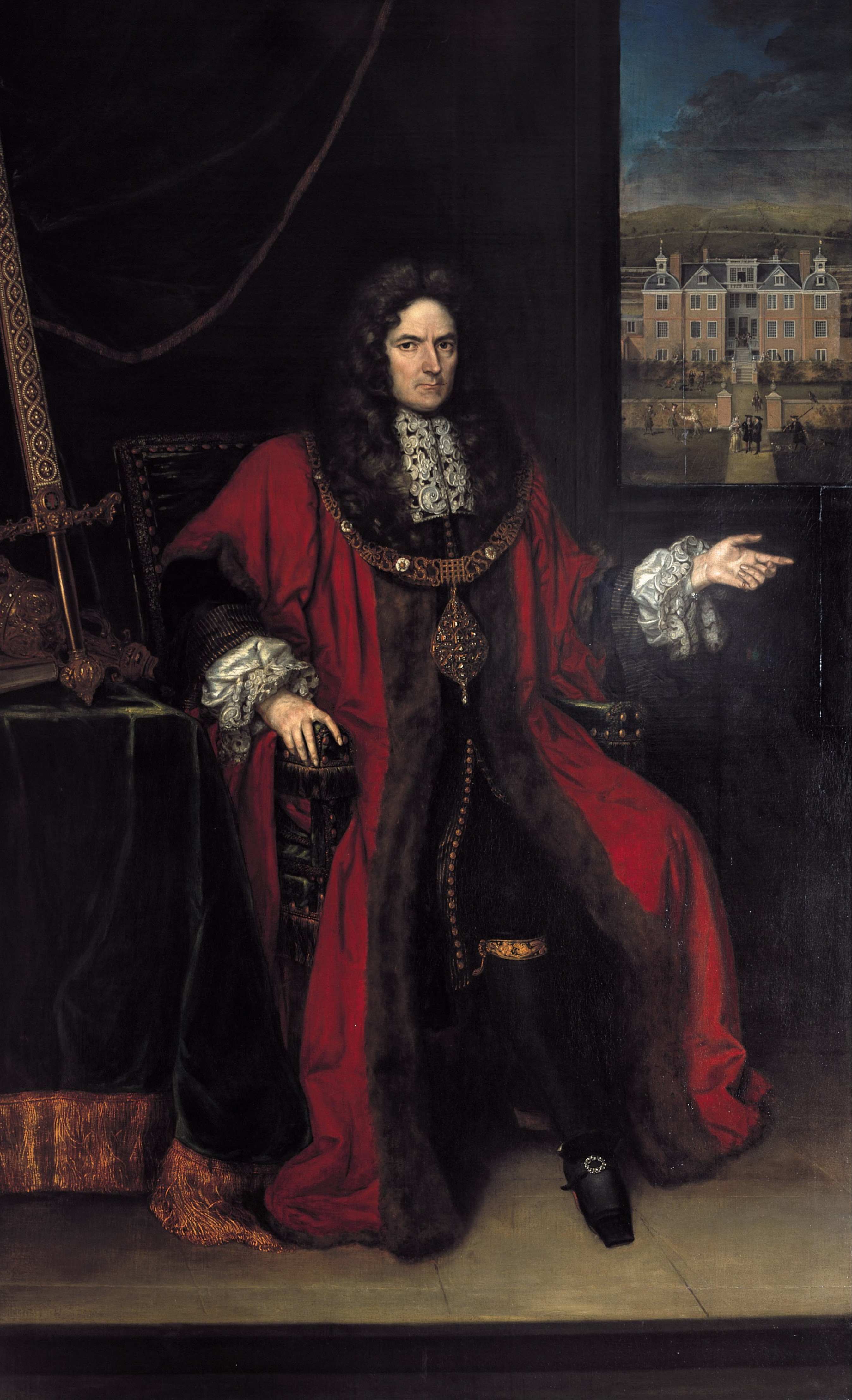
Portrait de Sir Robert Clayton (1629–1707) (entre 1664 et 1700, coll. de la Banque d'Angleterre).

Ses marines portent sur l'ensemble des sujets habituels abordés par les peintres du XVIIe siècle, tels que les voiliers, les galères faisant relâche dans les ports, les scènes sur les ports, les capriccios dans les havres méditerranéens, les navires en détresse, les tempêtes en mer et les batailles navales. Ses compositions de marines démontrent qu'il connaît les traditions flamandes et hollandaises du genre. Ses scènes marines expriment beaucoup de vivacité grâce à ses choix de couleurs, alors que quelques scènes de batailles navales expriment plutôt la sérénité.
Castro a produit plusieurs scènes de batailles navales et la première du genre remonte à 1672 où il montre une interprétation personnelle de la bataille d'Actium. Il a peint une vue panoramique de la bataille de Lépante. Cette toile s'inspire peut-être d'une gravure de 1590 de l'artiste flamand Jan van der Straet. Cette peinture, qui montre la défaite de la flotte turque face à la coalition européenne en 1571, n'est pas datée mais aurait été peinte vers 1683, l'année où les Turcs ont fait le siège de Vienne en Autriche. Il est probable que l'échec turc a apporté un soulagement général parmi la population européenne, ce qui aurait donné l'impulsion à Castro de peindre cette toile. Castro a aussi décrit des batailles navales contemporaines, telle que Une bataille marine contre des barbaresques  qui montre des barbaresques en action.

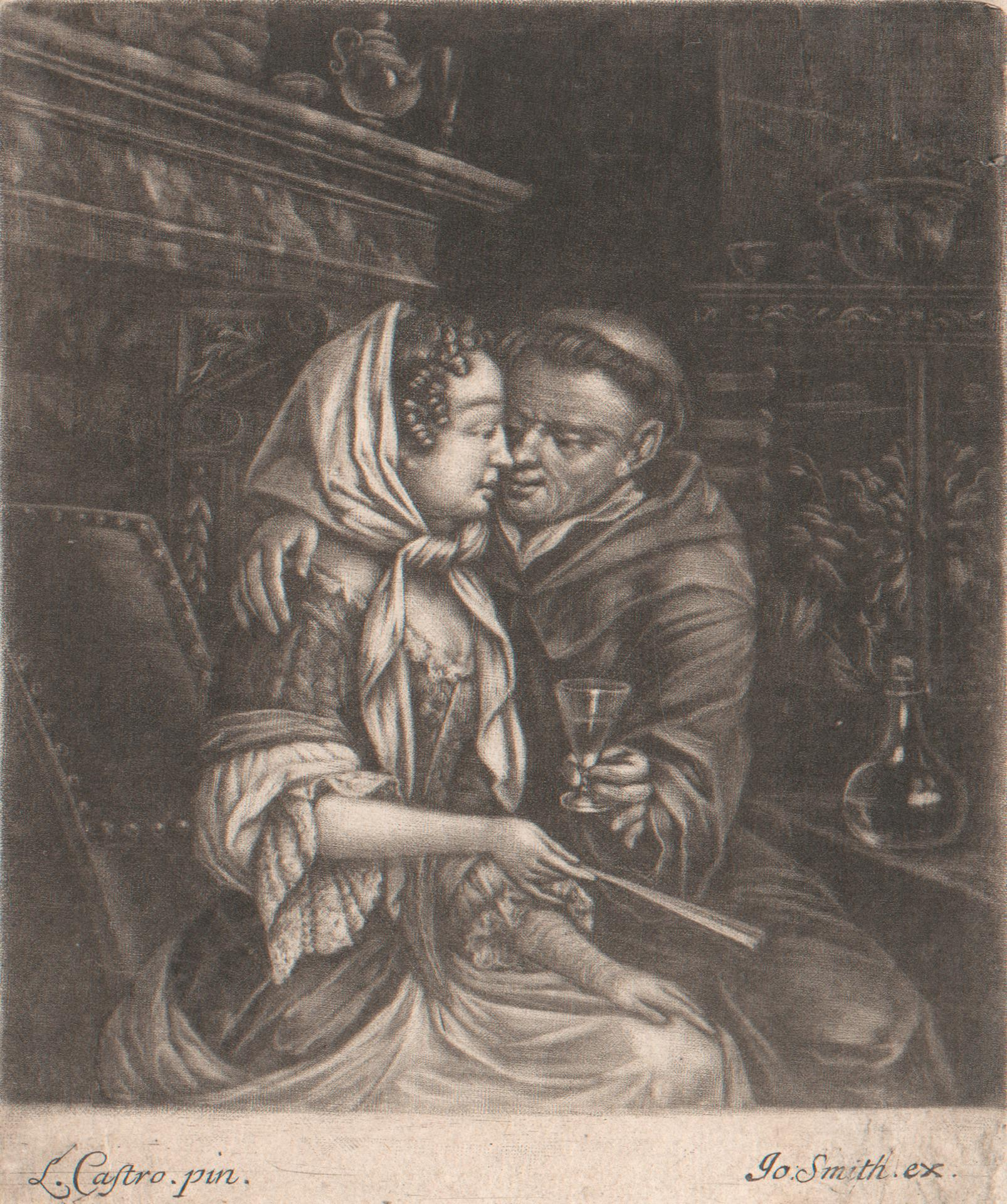
Un moine séduisant une femme, par John Smith.

Castro a régulièrement peint des capriccios de ports méditerranéens, ce qui laisse penser qu'il a observé les ports de Lisbonne, Gênes, Malte et Sicile. Cependant, les ports ne peuvent pas toujours être identifiés. Par exemple, sa toile Un port méditerranéen avec des navires de guerre maltais, espagnols et hollandais dépeint une frégate qui fait voile vers un port méditerranéen où se trouve déjà un Man'o'war hollandais, deux ou trois vaisseaux espagnols et une galère maltaise le long d'un quai. Les hommes se trouvant sur la terre ferme sont suffisamment bien tracés pour identifier sans aucun doute un chevalier maltais.
Castro aurait aussi peint des scènes religieuses, si l'on se fie à la toile Marie, l'Enfant Jésus, Saint-Jean et des angelots du musée des beaux-arts de Gand en Belgique
Il a aussi fait montre de talent dans la création de portraits. On lui doit notamment un portrait pleine hauteur du lord-maire de Londres Robert Clayton vêtu d'une robe de cérémonie.
Des gravures réalisées en manière noire par le graveur londonien John Smith selon des modèles de Castro laisse penser qu'il aurait pu créer des scènes de genre.

Tableaux de Laureys a Castro
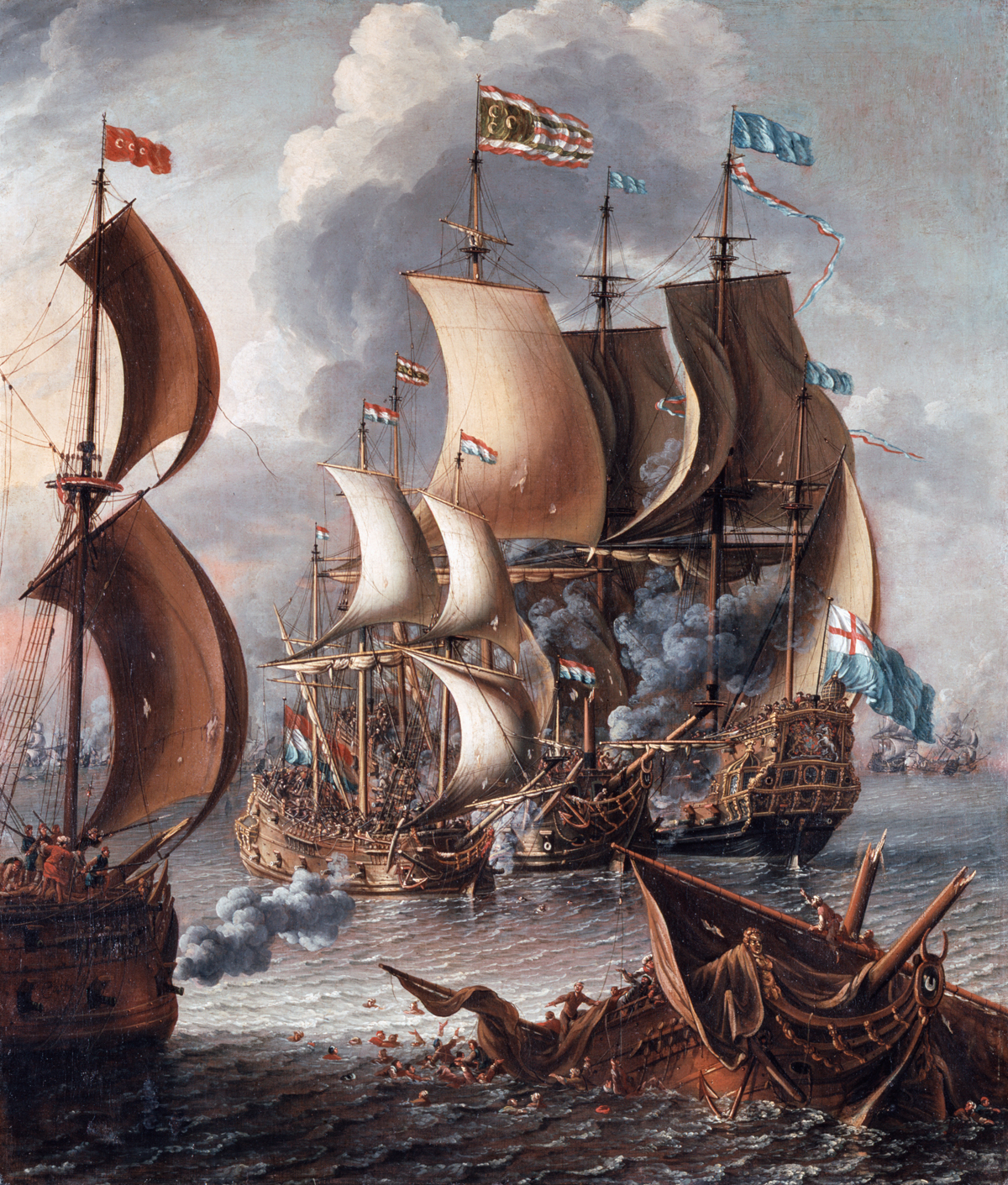
Une bataille marine contre des barbaresques (après 1681, Dulwich Picture Gallery, Dulwich).
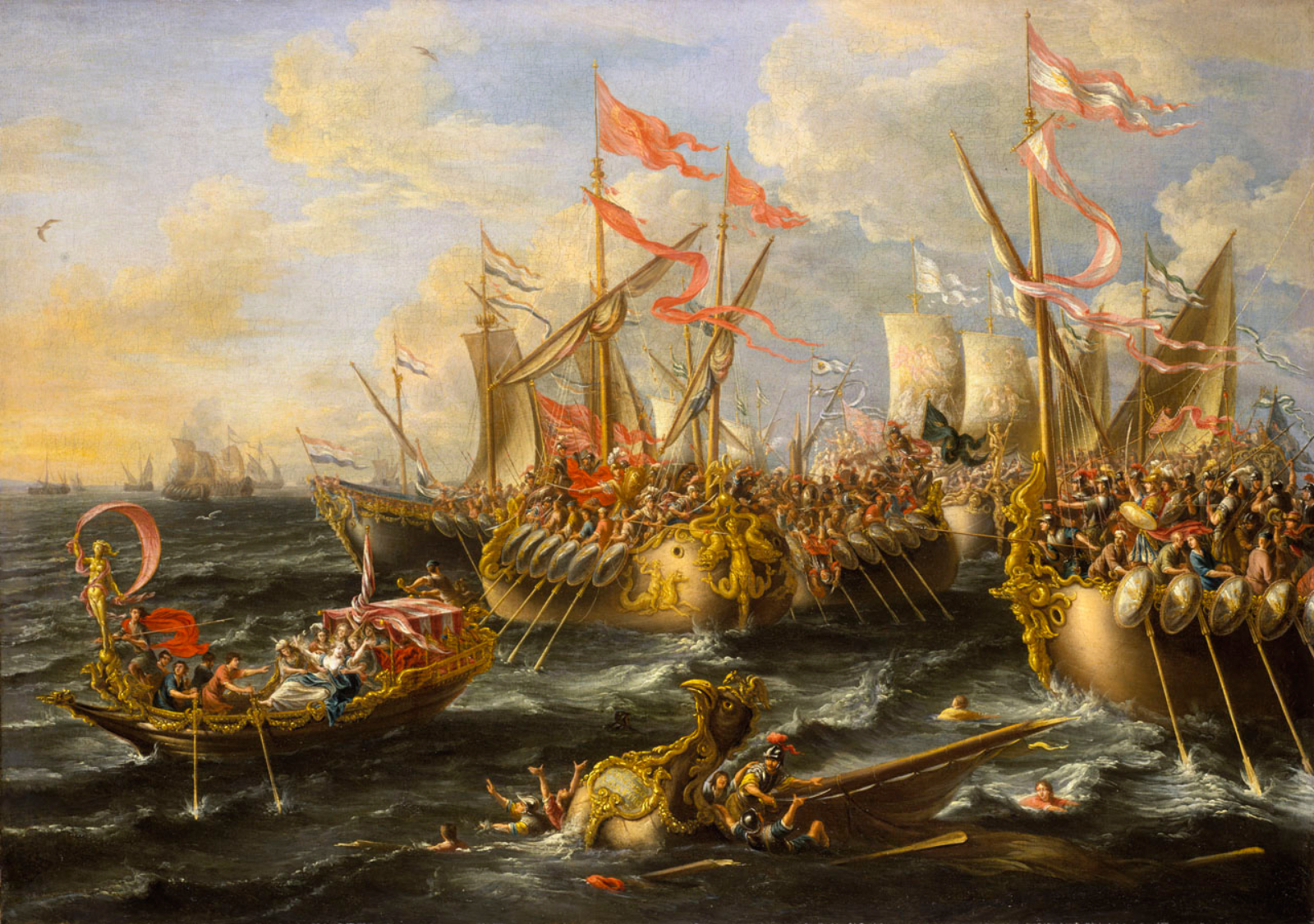
Bataille d'Actium (1672, National Maritime Museum, Londres).
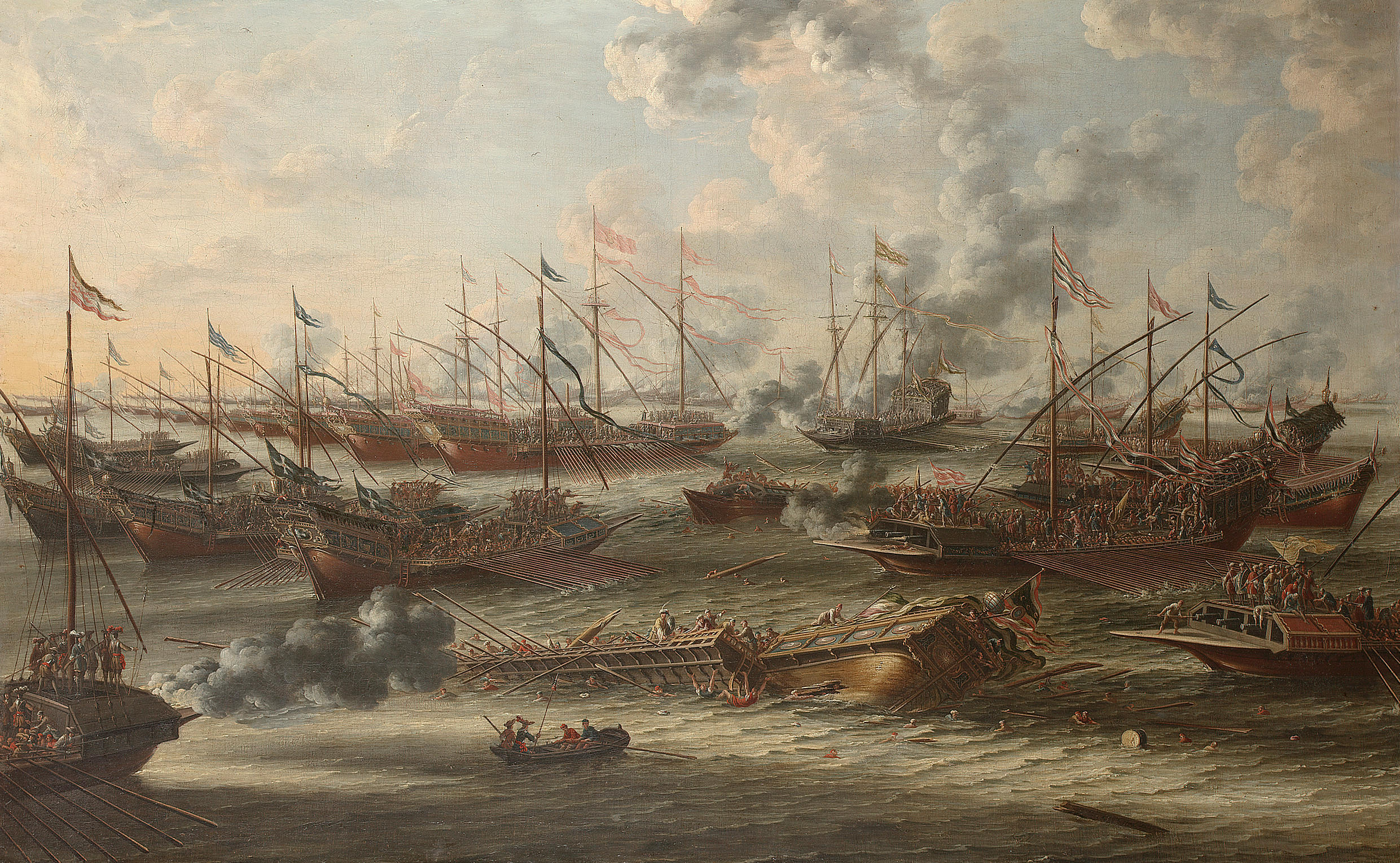
Bataille de Lépante (vers 1683, coll. priv.)[9].